# Patrick Dupriez

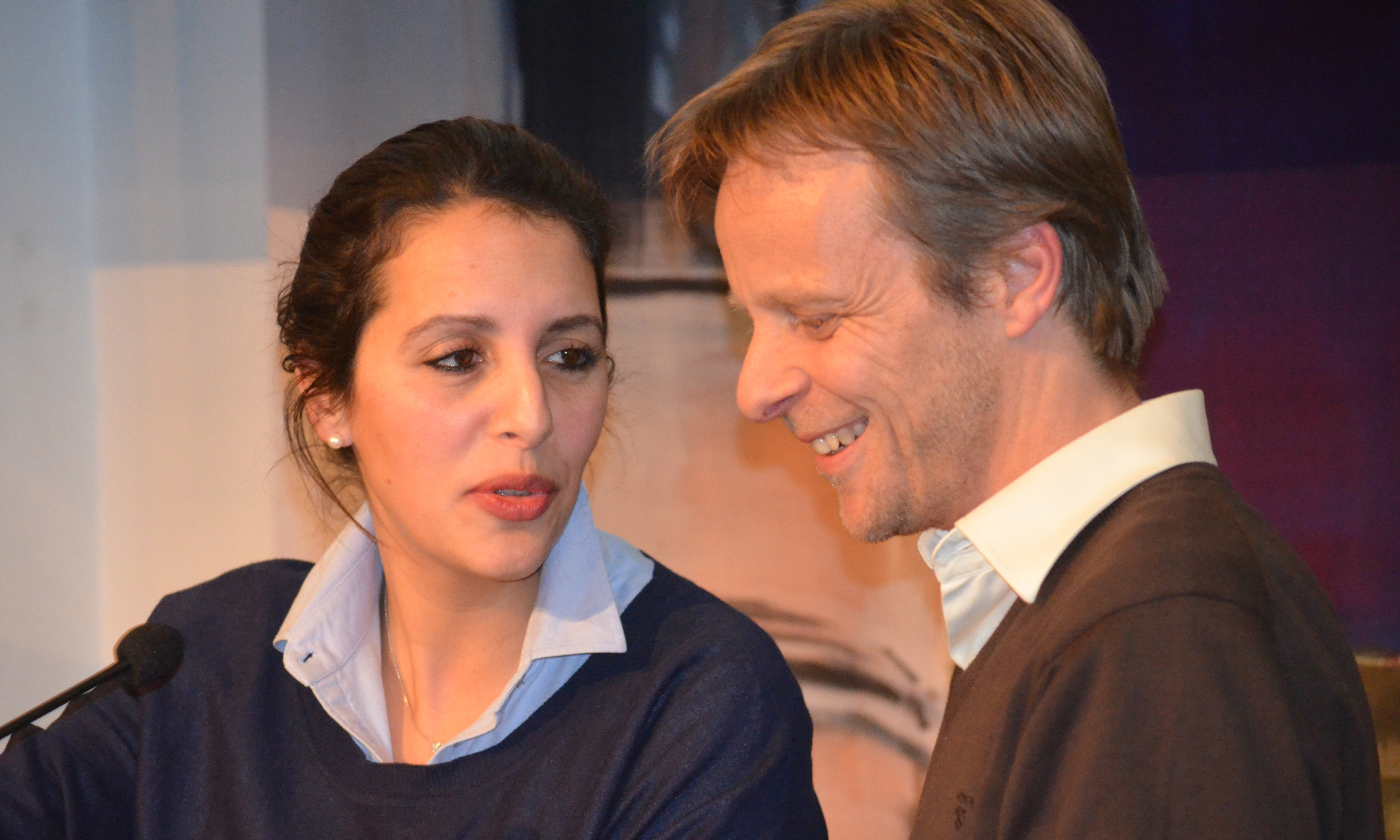
Zakia Khattabi en Patrick Dupriez (Charleroi, maart 2015)

Patrick Dupriez (Yaoundé, 17 februari 1968) is een Belgisch politicus van Ecolo en voormalig voorzitter van het Waals Parlement. 

## Levensloop
Dupriez werd geboren in Kameroen, waar zijn vader actief was als ontwikkelingswerker, en bracht zijn eerste zes levensjaren door in Ivoorkust door, alvorens hij in Waals-Brabant zijn schoolperiode voltooide. Vervolgens behaalde hij aan de UCL het diploma van bio-ingenieur met water- en bosbeheer als specialisatie, volgde hij een kandidatuur in de geografie en een opleiding in de filosofie. Daarna verrichtte Dupriez voor enkele maanden vrijwilligerswerk voor een ontwikkelingssamenwerkingsdienst in Chili.
Gevoelig voor milieuproblemen, duurzame ontwikkeling en interculturaliteit raakte Dupriez aangetrokken door het ecologische gedachtegoed. Als student engageerde hij zich in verschillende studentenverenigingen en militeerde hij voor ngo's als Greenpeace, Amnesty International en 11.11.11. Eind jaren 1980 sloot hij zich aan bij Ecolo. In 1992 vertegenwoordigde hij de partij op de VN-conferentie inzake Milieu en Ontwikkeling in Rio de Janeiro en hij behoorde tot de groene militanten die in de zomer van 1995 de Staten-Generaal voor ecologisch beleid opzette, dat een ambitieus milieubeleid nastreefde.
Patrick Dupriez startte zijn beroepsleven binnen de ngo Diobass, dat de deskundigheid van landbouworganisaties in Afrika wilde verbeteren, en leidde daarna van 1996 tot 2002 de dienst milieuonderwijs van de provincie Namen. In die hoedanigheid organiseerde hij de eerste openbare aanbesteding rond duurzame voeding in Wallonië. Van 2002 tot 2009 was hij dan opleidingsverantwoordelijke bij Etopia, de studiedienst van Ecolo, waar hij zich ook ontfermde over de organisatie van zomerconferenties en de oprichting van een groene academie.  
Van de partij Ecolo werd hij lokaal en regionaal secretaris, achtereenvolgens in de afdelingen Nijvel, Genepiën, Etterbeek en Ciney. In deze laatste gemeente werd hij van 2002 tot 2009 gemeenteraadslid en van 2006 tot 2009 was hij er schepen bevoegd voor Ruimtelijke Ordening, Stedenbouw, Huisvesting, Energie, Mobiliteit en Jeugd. Van december 2018 tot december 2019 was hij opnieuw gemeenteraadslid van Ciney.
Na verschillende keren opgekomen te zijn bij regionale en federale verkiezingen werd Dupriez in 2009 verkozen tot lid van Waals Parlement en het Parlement van de Franse Gemeenschap, waar hij bleef zetelen tot in 2014. Hij hield zich in het Waals Parlement bezig met dossiers gelieerd aan landbouw, biodiversiteit, openbare werken en leefmilieu, alsook lokale kwesties zoals de aanleg van de ringweg rond Couvin en de opslag van explosieven op de voormalige NAVO-site in Sugny, en de problemen waarmee Waalse campings werden geconfronteerd. In het Parlement van de Franse Gemeenschap lag zijn interessegebied in thema's als kleine kinderen, internationale betrekking en gezondheid. In maart 2012 volgde Patrick Dupriez zijn partijgenote Emily Hoyos op als voorzitter van het Waals Parlement, waarbij hij de werking van de assemblee trachtte te moderniseren. Bij de verkiezingen van mei 2014 werd hij als gevolg van de zware verkiezingsnederlaag van de partij niet herkozen.
In maart 2015 werd hij samen met Zakia Khattabi met 60 procent van de stemmen verkozen tot covoorzitter van Ecolo. Om persoonlijke redenen stapte Dupriez in oktober 2018 op als voorzitter, waarna Jean-Marc Nollet werd gekozen als zijn opvolger.

### Na de politiek
Na zijn ontslag als Ecolo-voorzitter werd hij in 2019 voorzitter van de Ecolo-studiedienst Etopia en werd hij actief als zelfstandig communicatieconsultant voor verenigingen, bedrijven en jongeren die zich inzetten voor de ecologische transitie.
Sinds 2021 is hij bestuurder van de Nationale Loterij van België.
In 2023 werd hij in opvolging van François-Xavier de Donnea voorzitter van de Federale Raad voor Duurzame Ontwikkeling.